# Raspailia pinnatifida
Raspailia pinnatifida är en svampdjursart som först beskrevs av Carter 1885.  Raspailia pinnatifida ingår i släktet Raspailia och familjen Raspailiidae. Inga underarter finns listade i Catalogue of Life.